# Сен-Жеран-ле-Пюи
Сен-Жера́н-ле-Пюи́ (фр. Saint-Gérand-le-Puy) — коммуна во Франции, находится в регионе Овернь. Департамент коммуны — Алье. Входит в состав кантона Варен-сюр-Алье. Округ коммуны — Виши.
Код INSEE коммуны — 03235.

## Население
Население коммуны на 2008 год составляло 993 человека.
| 1962 | 1968 | 1975 | 1982 | 1990 | 1999 | 2009 |
| ---- | ---- | ---- | ---- | ---- | ---- | ---- |
| 1100 | 1143 | 1121 | 1018 | 1064 | 1029 | 993  |

## Экономика
В 2007 году среди 542 человек в трудоспособном возрасте (15—64 лет) 394 были экономически активными, 148 — неактивными (показатель активности — 72,7 %, в 1999 году было 67,3 %). Из 394 активных работали 358 человек (193 мужчины и 165 женщин), безработных было 36 (11 мужчин и 25 женщин). Среди 148 неактивных 38 человек были учениками или студентами, 63 — пенсионерами, 47 были неактивными по другим причинам.

## Достопримечательности
- Романская церковь Сен-Жюльен XI века
- Замок Сен-Жеран XV века
- Шато Гондайи XV века
- Музей Джеймса Джойса, расположен в помещении, примыкающем к городской библиотеке.